# هكذا أكتب تاريخ النساء
هكذا أكتب تاريخ النساء، مجموعة شعرية من مؤلفات الشاعر العربي السوري نزار قباني، صدرت في عام 1981، عن منشورات نزار قباني في بيروت، لبنان.